# Soul on Ten
Albums de Robben Ford
Truth
(2007)
Soul on Ten (2009) est un album du guitariste et chanteur de blues, jazz et rock américain Robben Ford.
Huit titres ont été enregistrés en public à San Francisco en avril 2009. Il comprend des reprises de Spoonful (Willie Dixon) et Please Set a Date (Elmore James) et trois nouvelles compositions: Earthquake, Don’t Worry About Me et Thoughtless.

## Liste des titres
1. Supernatural
2. Indianola
3. There'll Never Be Another You
4. Spoonful
5. Nothin' to Nobody
6. Please Set a Date
7. Earthquake
8. How Deep in the Blues (Do You Want to Go)
9. Don't Worry About Me
10. Thoughtless

Supernatural provient de l'album studio éponyme enregistré en 1999 ; Indianola de l'album studio Blue Moon, enregistré en 2002 ; There'll Never Be Another You et How Deep in the Blues (Do You Want to Go) de l'album studio Truth, enregistré en 2007.

## Musiciens
- Robben Ford - guitare, chant
- Toss Panos - batterie
- Travis Carlton - basse
- Neal Evans - claviers